# Ваорані (мова)
Ваорані (ісп. huaorani; інші назви вао (huao, wao), ауїширі (auishiri), ауширі (aushiri), шабела (sabela, ssabela), самоназва — вао тереро (huao terero) — ізольована мова, якою говорять представники народності ваорані, що живуть в амазонській сельві в міжріччі Напо та Курарая. Незначна кількість тих, хто говорить, можливо, проживає в Перу.

## Алфавіт
Писемність на основі латинського алфавіту:
| A | Ä | Æ | Æ̈ | B | C | D | E | Ë | G | Gu | I | Ï | M | N | Ñ | O | Ö | P | Qu | T | W | Y |
| a | ä | æ | æ̈ | b | c | d | e | ë | g | gu | i | ï | m | n | ñ | o | ö | p | qu | t | w | y |